# Джумла
Джумла (непальск. जुम्ला) — город на северо-западе Непала, в районе Джумла зоны Карнали Среднезападного региона страны. Расположен на берегу реки Тила, на высоте 2662 м над уровнем моря. Население города по данным переписи 2001 года составляло 2476 человек. Имеется СУВП аэропорт Джумла. В 2007 году город был соединён с сетью автомобильных дорог страны.
Окрестности города — одно из наиболее высокогорных мест мира, где выращивают рис. Джумла является наиболее типичной стартовой точкой для треккинга на озеро Рара.